# Cocculus orbiculatus
Cocculus orbiculatus là một loài thực vật có hoa trong họ Biển bức cát. Loài này được (L.) DC. mô tả khoa học đầu tiên năm 1817.

## Hình ảnh

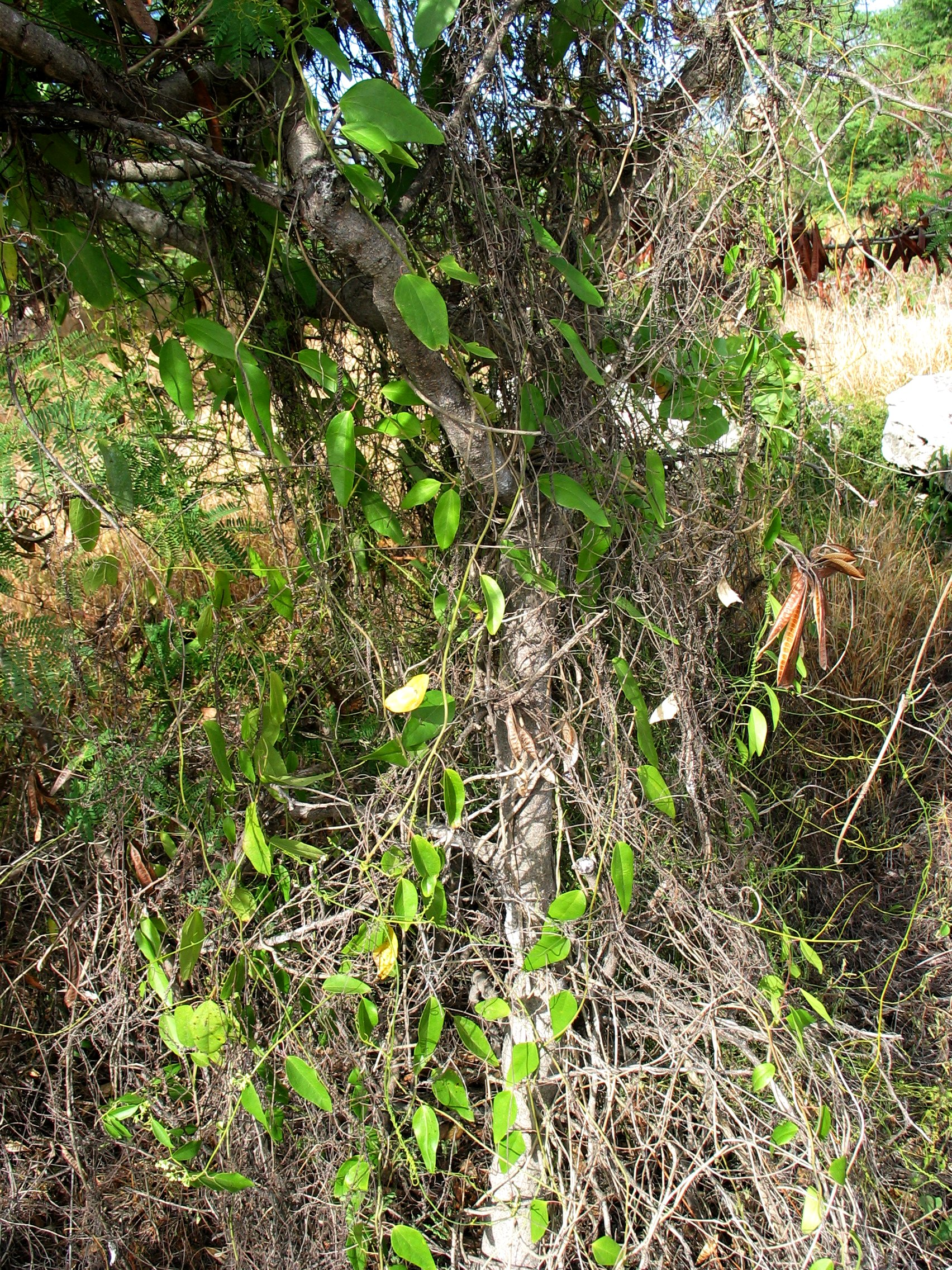
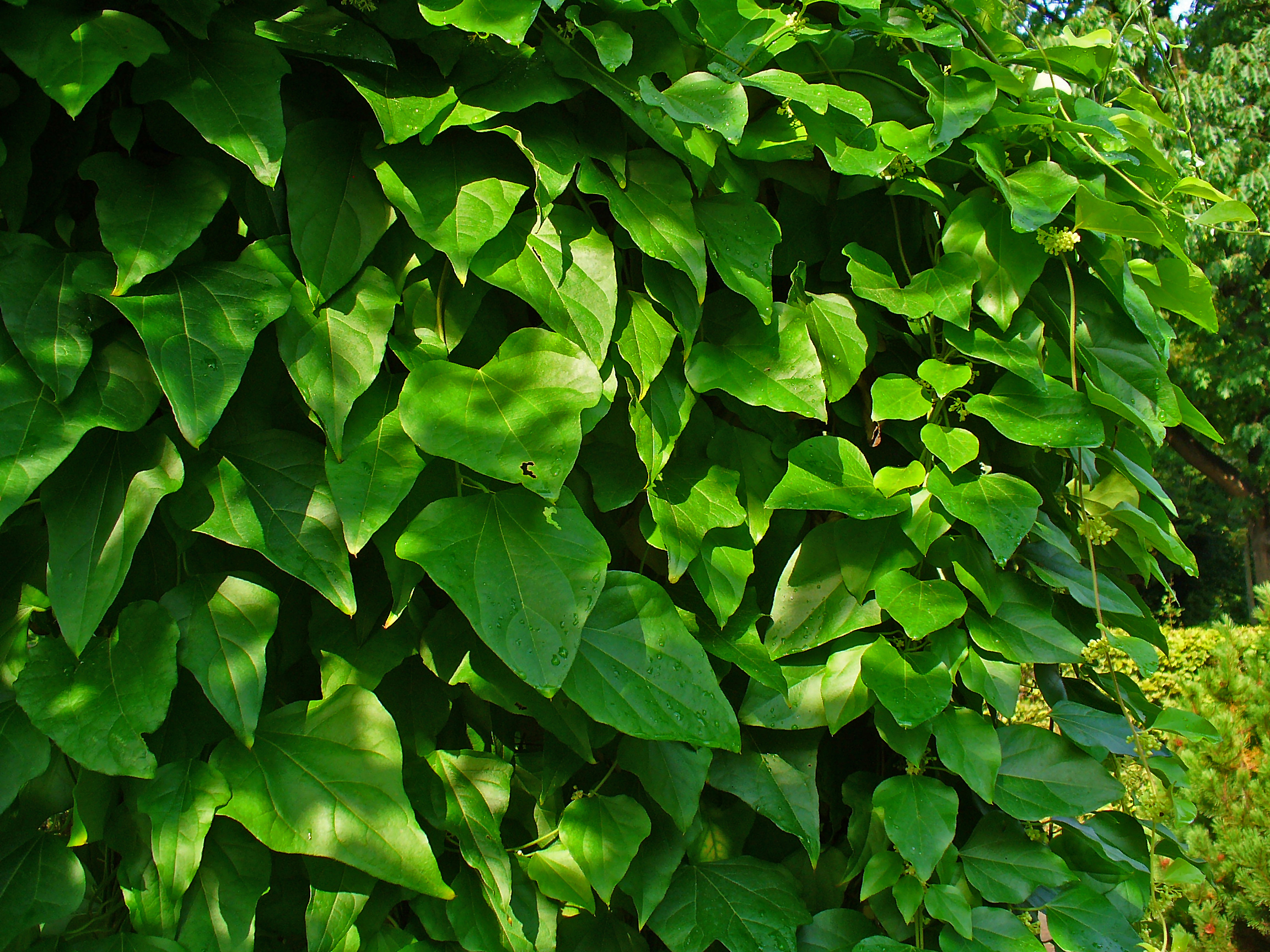
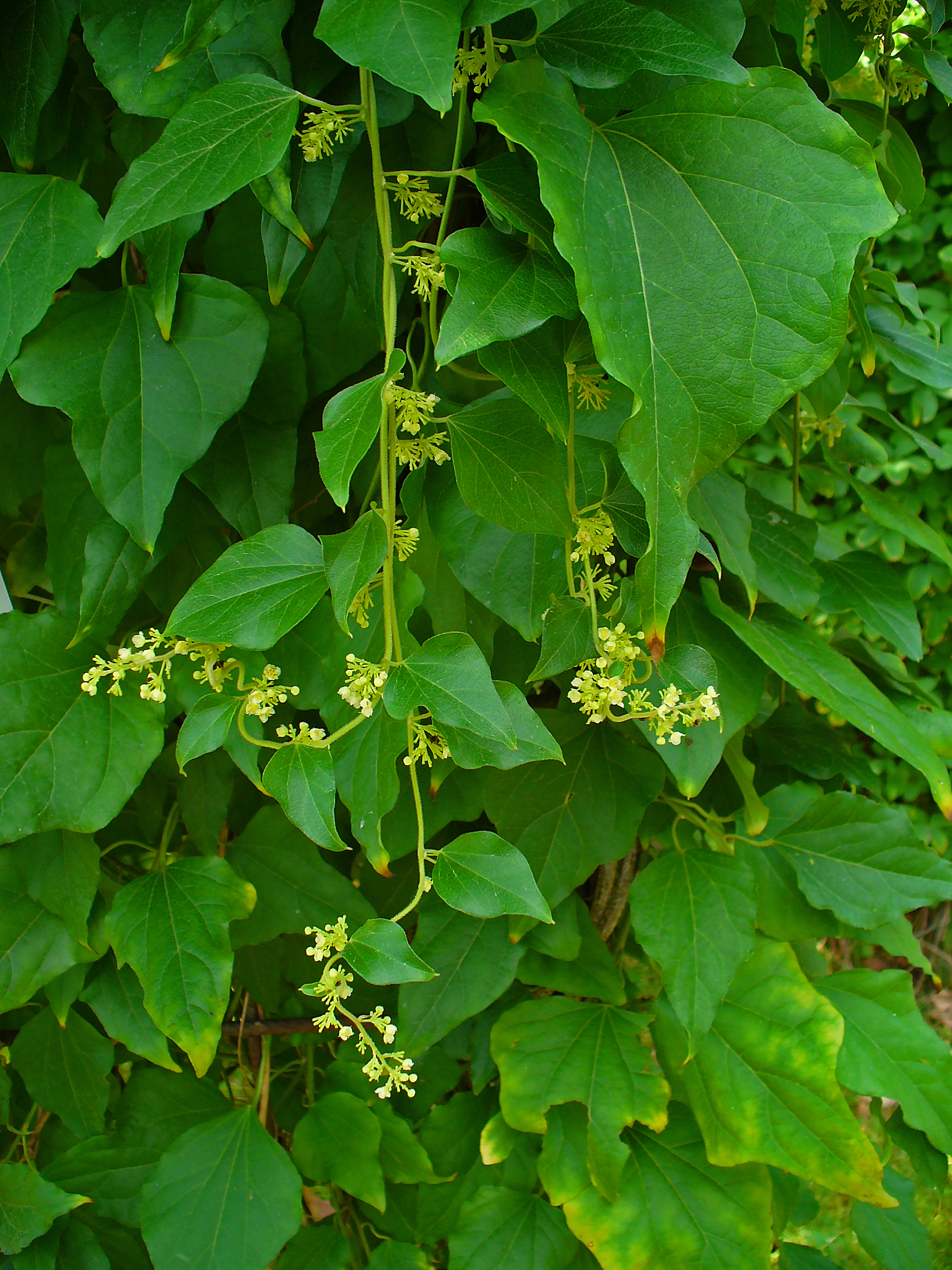
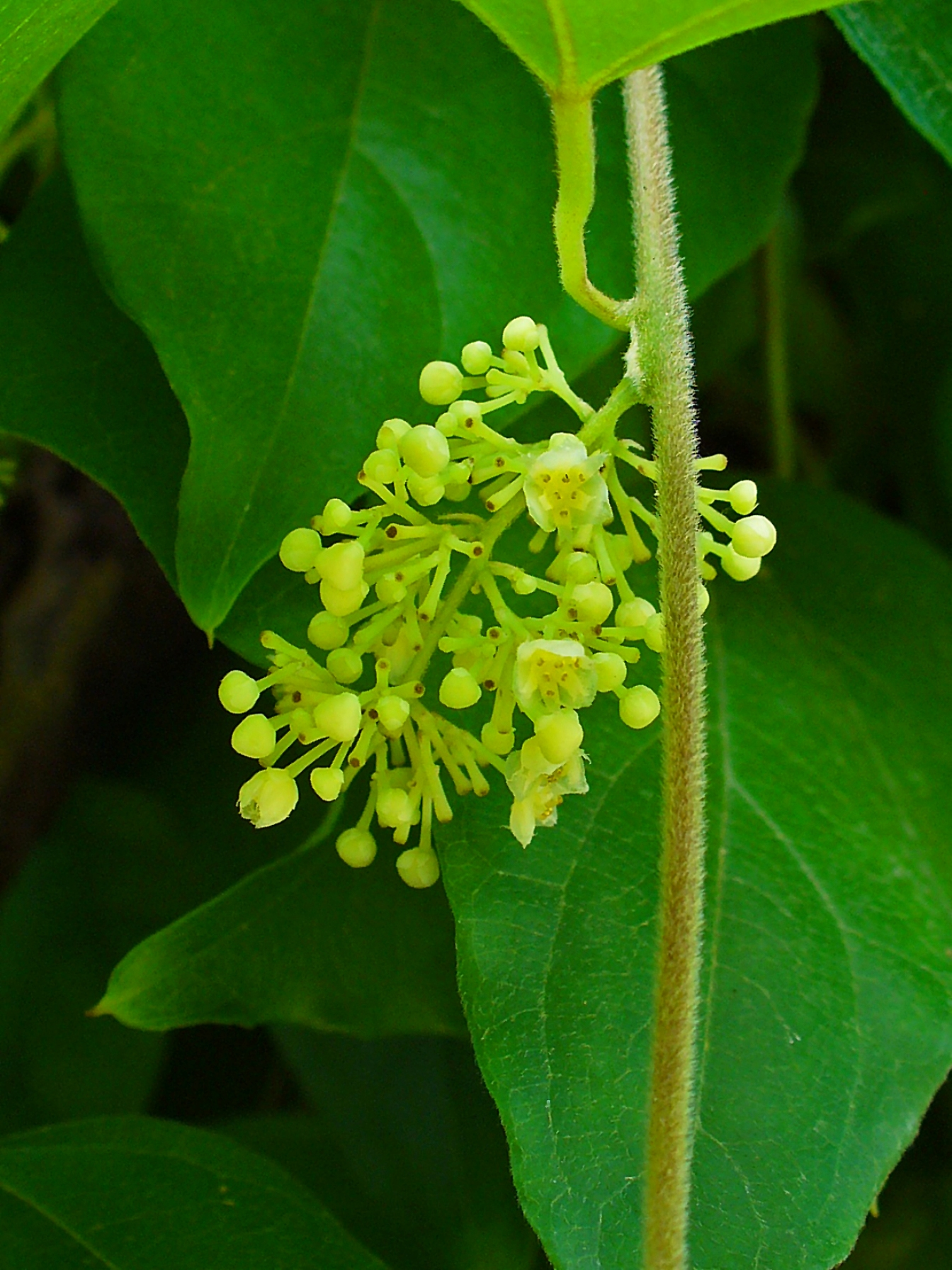